# Бьёрк, Карл
Карл Себастиан Бьёрк (швед. Carl Sebastian Björk; род. 19 января 2000, Умео) — шведский футболист, нападающий «Брондбю».

## Клубная карьера
Футболом начал заниматься в клубе «Хольмсунд/Сандвик». В тринадцатилетнем возрасте перешёл в «Умео», где прошёл путь от юношеской команды до взрослой. В июне 2015 года впервые попал в заявку клуба на официальный матч в рамках первого дивизиона с «Питео», но на поле не появился. Дебют Бьёрка в команде состоялся 10 июля 2017 года в домашней встрече с «Нючёпингом», когда он вышел на замену на 85-й минуте. Эта игра стала единственной для него за «Умео».
1 августа 2016 года перешёл в стан «Норрчёпинга», действующего чемпиона Швеции. В сезонах 2017—2020 на правах аренды в рамках сотрудничества двух клубов выступал за «Сильвию». За это время принял участие в 74 игры и забил 18 мячей. Весной 2018 года подписал с клубом четырёхлетний контракт, а перед сезоном 2019 года был переведён в основную команду. Первую игру в составе «Норрчёпинга» провёл 21 августа 2019 года в матче второго раунда кубка Швеции с «Тимро». Бьёрк появился на поле на 83-й минуте вместо Манассе Кусу и в компенсированное ко второму тайму время забил гол, установив окончательный счёт 6:1. 14 июня 2020 года в игре первого тура с «Кальмаром» дебютировал в чемпионате страны, заменив в конце встречи Кристоффера Нюмана.
4 августа 2020 года на правах аренды до конца сезона перешёл в «Треллеборг», выступающий в Суперэттане. В его составе первую игру провёл 9 августа в игре с «Эргрюте». В общей сложности за время аренды провёл 12 игр и забил один мяч.
30 января 2022 года Бьёрк присоединился к датскому клубу «Брондбю». Контракт игрока рассчитан до июня 2026 года, а сумма сделки составила 450 тысяч евро.

## Карьера в сборной
Выступал за юношеские сборные Швеции различных возрастов. В составе команды до 17 лет дебютировал на товарищеском турнире в испанской Ла-Манге в игре с Польшей, в которой Бьёрк вышел в стартовом составе и на 14-й минуте забил первый мяч, который в итоге стал победным.

## Клубная статистика
| Выступление      | Выступление      | Выступление      | Лига | Лига | Кубки | Кубки | Конт. кубки | Конт. кубки | Итого | Итого |
| Клуб             | Лига             | Сезон            | Игры | Голы | Игры  | Голы  | Игры        | Голы        | Игры  | Голы  |
| ---------------- | ---------------- | ---------------- | ---- | ---- | ----- | ----- | ----------- | ----------- | ----- | ----- |
| Умео             | Дивизион 1       | 2016             | 1    | 0    | 0     | 0     | 0           | 0           | 1     | 0     |
| Умео             | Итого            | Итого            | 1    | 0    | 0     | 0     | 0           | 0           | 1     | 0     |
| Норрчёпинг       | Алльсвенскан     | 2019             | 0    | 0    | 1     | 1     | 0           | 0           | 1     | 1     |
| Норрчёпинг       | Алльсвенскан     | 2020             | 4    | 0    | 3     | 2     | 0           | 0           | 7     | 2     |
| Норрчёпинг       | Алльсвенскан     | 2021             | 26   | 7    | 4     | 1     | 0           | 0           | 30    | 8     |
| Норрчёпинг       | Итого            | Итого            | 30   | 7    | 8     | 4     | 0           | 0           | 38    | 11    |
| → Сильвия        | Дивизион 2       | 2017             | 21   | 7    | 0     | 0     | 0           | 0           | 21    | 7     |
| → Сильвия        | Дивизион 2       | 2018             | 25   | 8    | 2     | 0     | 0           | 0           | 27    | 8     |
| → Сильвия        | Дивизион 1       | 2019             | 25   | 3    | 0     | 0     | 0           | 0           | 25    | 3     |
| → Сильвия        | Дивизион 1       | 2020             | 1    | 0    | 0     | 0     | 0           | 0           | 1     | 0     |
| → Сильвия        | Итого            | Итого            | 72   | 18   | 2     | 0     | 0           | 0           | 74    | 18    |
| → Треллеборг     | Суперэттан       | 2020             | 12   | 1    | 0     | 0     | 0           | 0           | 12    | 1     |
| → Треллеборг     | Итого            | Итого            | 12   | 1    | 0     | 0     | 0           | 0           | 12    | 1     |
| Всего за карьеру | Всего за карьеру | Всего за карьеру | 115  | 26   | 10    | 4     | 0           | 0           | 125   | 30    |